# Attawapiskat
De Attawapiskat is een 748 km lange rivier in de Canadese provincie Ontario die uitmondt in de Jamesbaai.
Het debiet bedraagt 626 m³/s. Het stroomgebied heeft een oppervlakte van 50.200 km². 